# Anacostia (Metro de Washington)
Anacostia es una estación subterránea en la línea Verde del Metro de Washington, administrada por la Autoridad de Tránsito del Área Metropolitana de Washington. La estación se encuentra localizada en el barrio Anacostia/Near Southeast con entradas entre Shannon Place y Howard Road cerca de la Avenida Martin Luther King, Jr. en Washington D. C..

## Conexiones de autobuses
- WMATA Metrobus
- DC Streetcar (próximamente)